# ダウンタウン・ポートランド

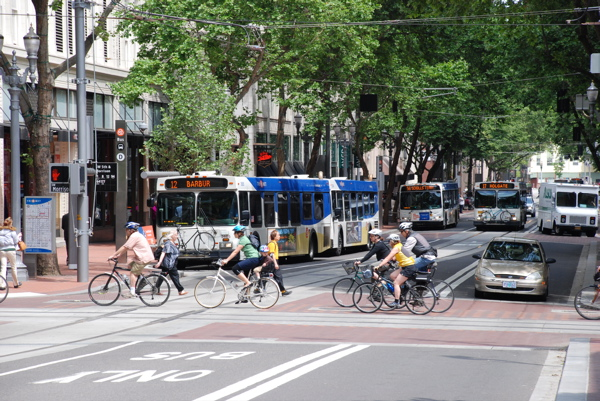
ポートランド・トランジット・モール

ダウンタウン・ポートランド（英: Downtown Portland）は、アメリカ合衆国オレゴン州ポートランドの中心業務地区で、ウィラメット川西岸に位置する。ポートランド南西地域の北東端にあり、市内の高層ビルのほとんどはこの地域内にある。
一般にダウンタウンは、東でウィラメット川、西で州間高速道路405号線（英語版）、北でユニオン駅（英語版）、南でポートランド州立大学のキャンパスを境とする区域を指す。ダウンタウン北東部にはオールド・タウン・チャイナタウン（英語版）地区がある。ダウンタウン近郊には高度に密集したビジネス街、住宅街が存在し、ウィラメット川の向こう岸にはロイド・ディストリクト（英語版）という商業地区や、ダウンタウンのすぐ南にはサウスウォーターフロント地区（英語版）という、大規模な再開発地域がある。
ポートランドのダウンタウンは、設立の時点でユニークなものとなっている。すなわち、道路は20 mと狭く、街区は正方形でコンパクト（一辺61 m）に作られ、歩行者に優しい街となるように設計された。（たとえばシアトルでは各街区の面積は73 m × 98 m、マンハッタンの街区にいたっては一辺183 – 244 mという広さである。）この作りにより、ポートランドの各街区は道路と合わせて一辺80 mを占めることになり、1マイル（1.6 km）をちょうど20の街区に分割している。

## 都市開発

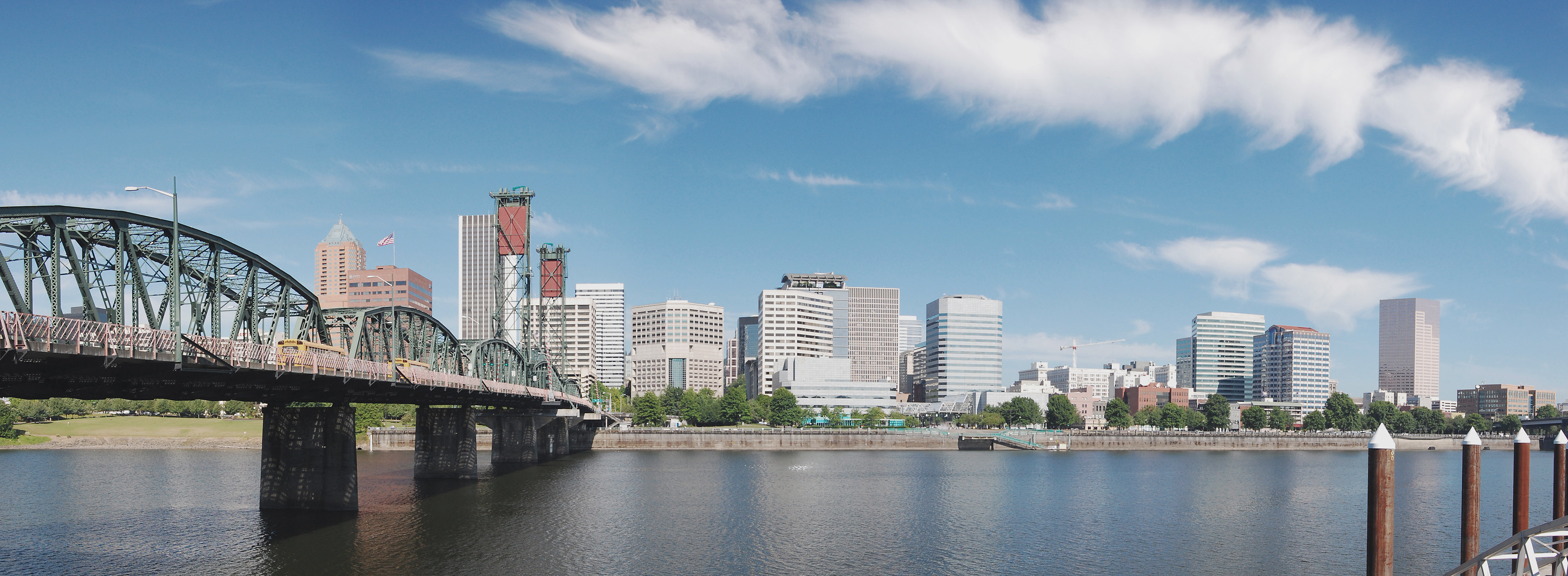
ダウンタウン・ポートランドのスカイライン

アメリカ国内の多くの都市で実施されたダウンタウンの再開発プロジェクトとは異なり、ポートランドでは再開発にあたって古い建築物を広域にわたって破壊することを行わなかった。1970年代の初め、ポートランド中心街は斜陽の一途を辿っていた。ビーバートン、タイガード、グレシャムといった郊外にショッピングモールがオープンし、ポートランドのダウンタウンからは金と人々が市外へと去っていった。しかしその後の1977年にダウンタウン・トランジット・モール、1978年にウォーターフロントパーク（トム・マコール・ウォーターフロント・パーク〈英語版〉）、1984年にパイオニア・コートハウス・スクウェア、1986年にポートランドとグレシャムを結ぶライトレールシステム（MAXライトレール〈英語版〉）、1990年にパイオニア・プレイスというショッピングモールが続々と完成していくにつれて、ダウンタウンに活気が戻った。かつて午後6時を回るとさながらゴーストタウン化していたポートランドのダウンタウンは、いまやショッピングやダイニング、ビジネスで一日中賑わう街となっている。
一見成功しているように思われるこのポートランドの政策であるが、方々から絶え間ない批判を呼んでいる。例えばある批判によれば、トランジットモールが完成し、歩行者が増えたことによってホームレスの増加にも繋がってしまい、警察の定期的な取締りも空しく「押しの強い物乞い」が増加しているという。また他方では、トランジットモールの拡大によって不必要な出費を市民に課していること、さらには違法駐車や交通量増加の問題など、ポートランドの交通インフラが整っていないことも指摘されている。ダウンタウンの駐車場不足は深刻な問題となっているが、立体駐車場や高層ビルの地下駐車場などの設置により、徐々にではあるが解消の方向へと向かっている。

## 橋梁

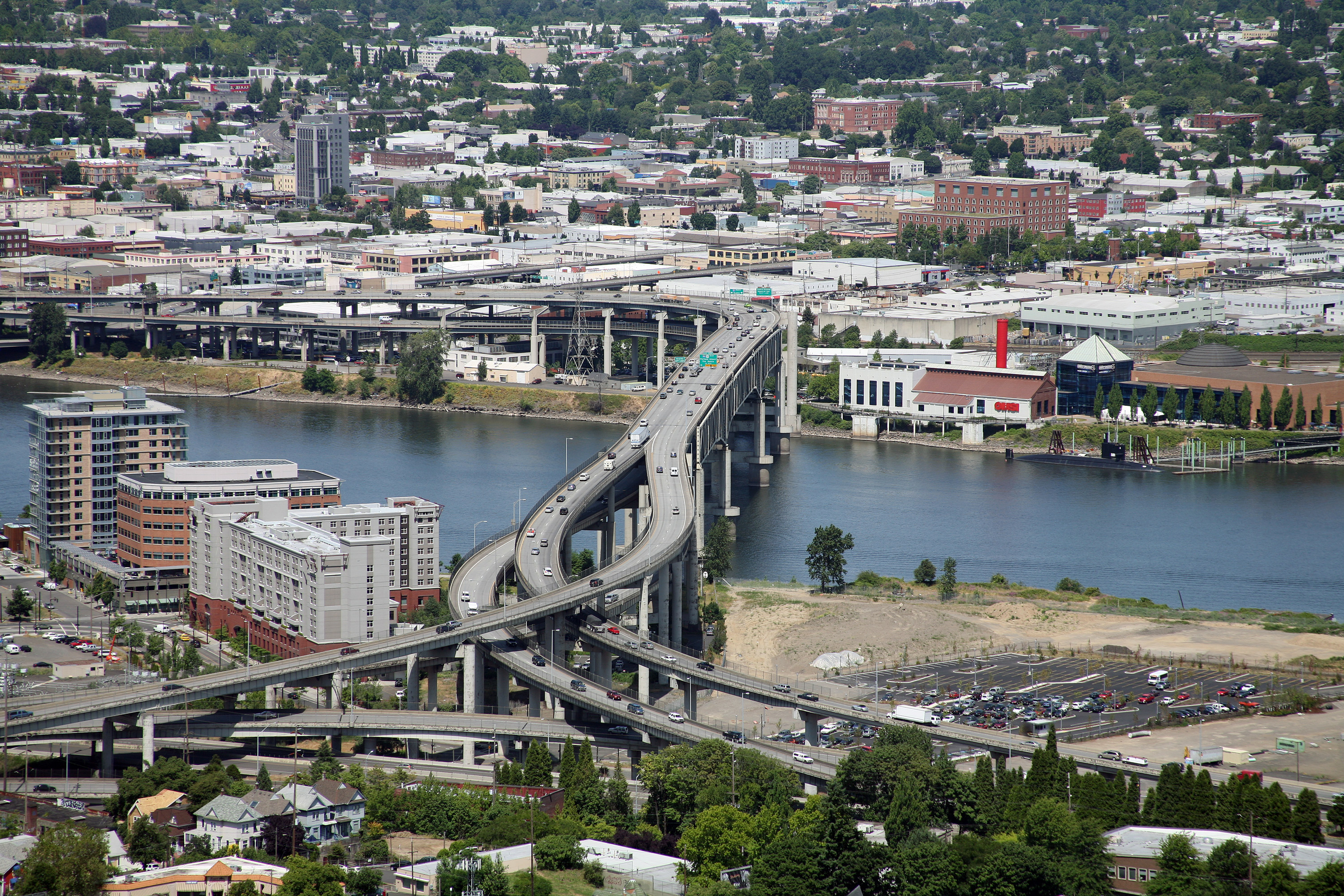
マーカム橋

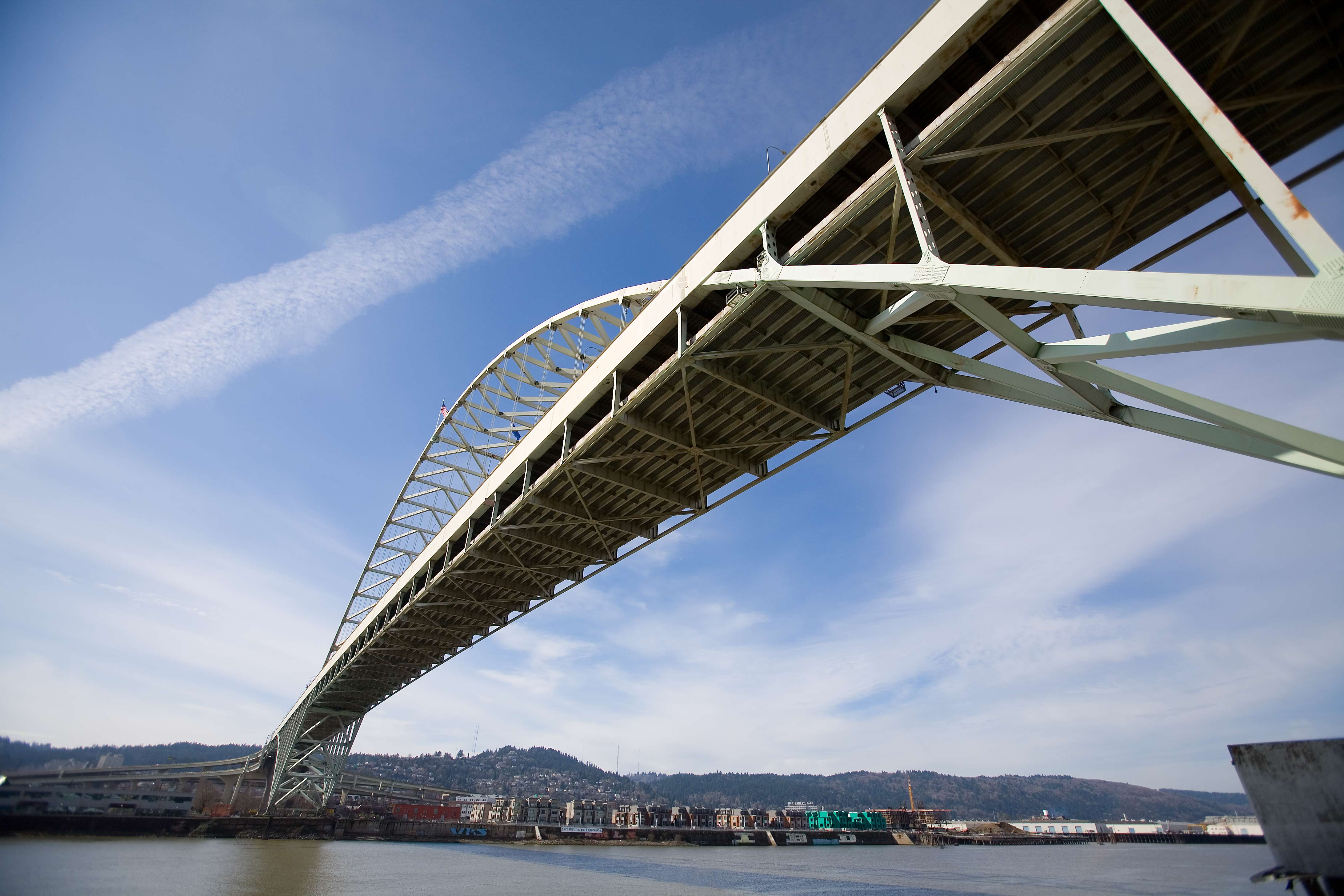
フレモント橋

ポートランドはしばしば「ブリッジタウン」の異名で知られる。これは2つの川に市内で多くの橋が架かっていることによる。ダウンタウンと隣接地区は8つの橋で繋がっている。南から北の順にいうと、橋梁の一覧は次の通り:。
- ロスアイランド橋：国道26号線（SE パウエル・ブルバード）。サウスウォーターフロント地区の高層ビル街に接続。
- マーカム橋：2層の橋梁で、ウィラメット川にかかる。州間高速道路5号線（I-5）を渡す。
- ホーソン橋：ポートランド市最古のハイウェイブリッジ。オレゴンでは最も自転車がよく走る橋。セントラル・ビジネス・ディストリクト（CBD）に直通。
- モリソン橋：CBDに直通。
- バーンサイド橋：ダウンタウンとオールド・タウン・チャイナタウン地区を繋ぐ。
- スティール橋：独立リフトをもつ世界で唯一の二層橋[3]。MAXライトレールやアムトラックを、オールド・タウン・チャイナタウンに渡す。
- ブロードウェイ橋：ロイド・ディストリクトからオールド・タウン・チャイナタウンに繋ぐ。
- フレモント橋：州間高速道路405号線。パール・ディストリクト、ノースウェスト地区、ダウンタウンを繋ぐ。

他にもウィラメット川を渡す橋は2つあるが、いずれもダウンタウンの地域からは離れた所にある。w:List of crossings of the Willamette Riverを参照。

## 交通

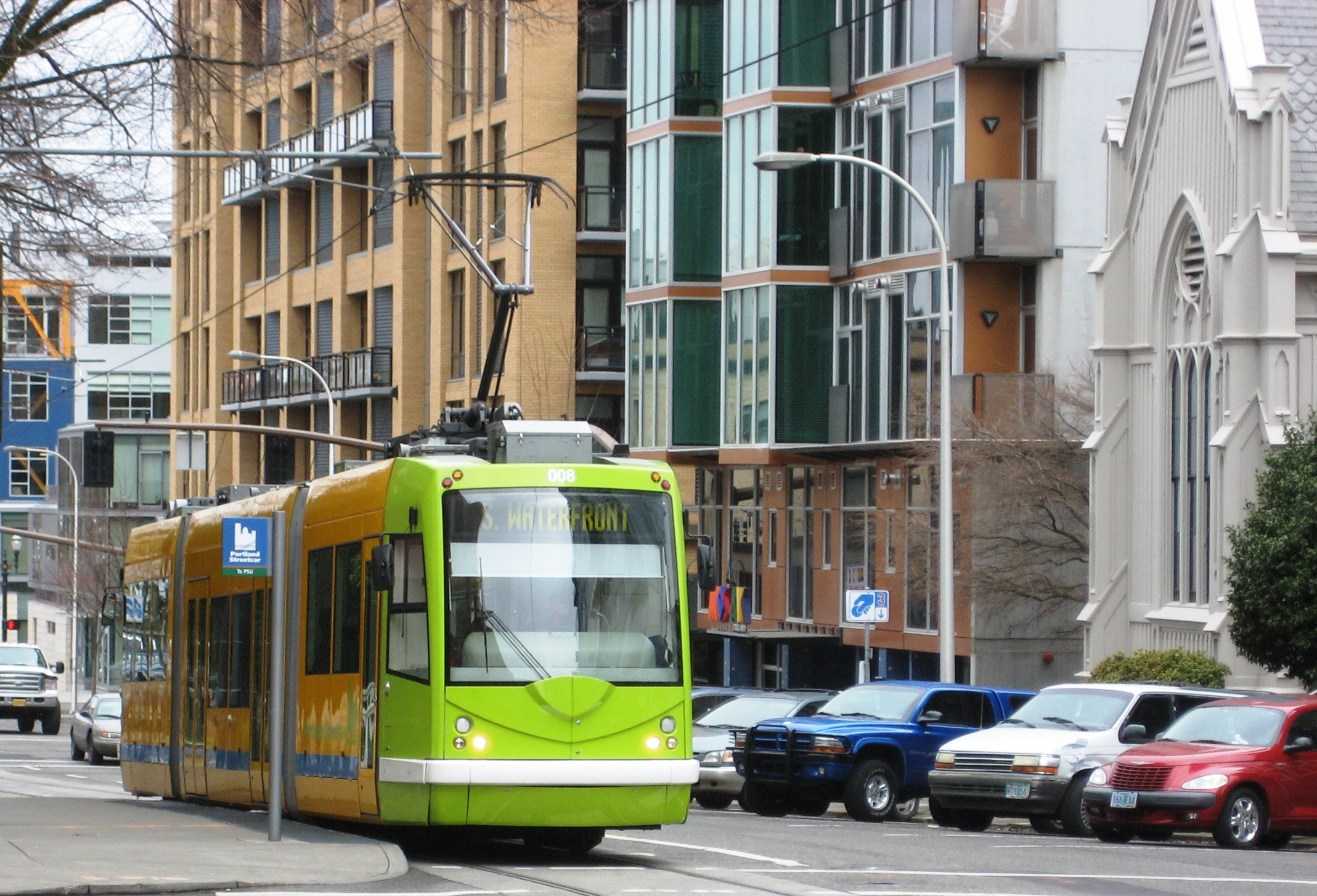
ポートランド・ストリートカー

ポートランドのダウンタウンでは、ほとんどの道路が一方通行となっている。最も東を走る道はナイトー・パークウェイ（対面通行、旧フロント・アベニュー）、最も西では州間高速道路405号線（I-405）が走っている。州間高速道路5号線（I-5）は川の対岸に敷かれており、ダウンタウンとはマーカム橋で接続している。国道26号線はダウンタウン・ポートランドを貫いてオレゴン海岸とカスケード山脈を接続している。
ダウンタウンでは、多くの形式の公共交通機関が稼働している。そもそも各街区が小さいため、地元民は徒歩に頼ることも多い。TriMet（英語版）という地元の大量輸送機関は、ダウンタウンにてMAXライトレール〈英語版）を2路線運行している（1つはヤムヒル通りからモリソン通りを東西に結んで1番アベニューを南北に走る路線、もう1つは5番アベニューと6番アベニューを南北に走る路線である）。5番アベニューと6番アベニューでは高度なトランジット・ボール（「ポートランド・モール」と呼ばれる）があり、自家用車の通行は制限され、50を超えるバス路線、MAXライトレール、ポートランド・ストリートカーが接続する。
ダウンタウンの南部と西端ではポートランド・ストリートカーが運行しており、サウスウォーターフロント地区から北上してパール・ディストリクトと北西地域を接続する。この交通機関は1路線からなり、3.9マイル（6.3 km）の道程を走る。サウスウォーターフロントではポートランド・エアリアル・トラムというロープウェイに接続し、オレゴン健康科学大学（OHSU）へのアクセスを提供する。
ダウンタウン全域は、ポートランドの「フリーレールゾーン」（1975年 - 2010年の呼称は「フェアレス・スクウェア」（英語版））という公共交通機関無料（フェアレス）地区に属し、MAXライトレールとポートランド・ストリートカーを無料で利用できる。この「フリーレールゾーン」の範囲であるが、高速道路405号線（南端と西端を形成する）、ウィラメット川、北西アーヴィング通り、これにフランパンの柄のようにダウンタウンから突き出した地域に囲まれた地域であり、MAXライトレールで言えばローズクウォーターからロイド・センターまでの範囲を含む。2010年1月まで、この範囲内でのバスの利用は無料であった。

## 見どころ
- パイオニア・コートハウス・スクウェア

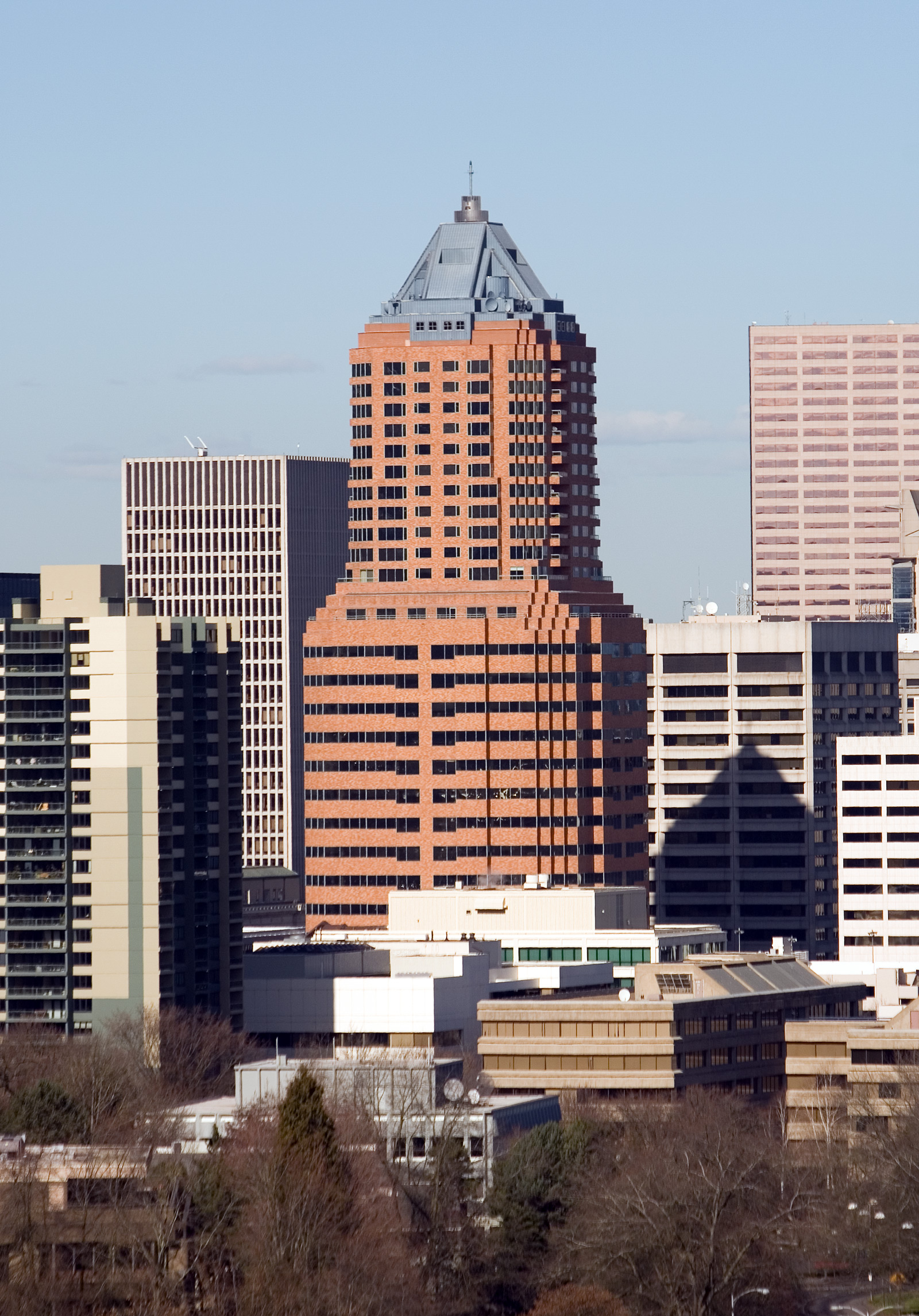
ダウンタウンの象徴的建築物であるKOINセンター。

- アーリーン・シュニッツァー・コンサート・ホール
- ポートランド美術館
- ポートランド州立大学
- オレゴン歴史協会
- トム・マコール・ウォーターフロント・パーク

### 建築物
ポートランドには、いくつかの高層ビルがある。トップ5は以下の通り。
- ウェルズ・ファーゴ・センター：高さ166メートル（544フィート）。1972年完成。
- USバンコープ・タワー（別名、ビッグ・ピンク）：高さ163メートル（534フィート）。1983年完成。
- KOINセンター：高さ155メートル（508フィート）。1984年完成。
- パックウェスト・センター：高さ127メートル（416フィート）。1984年完成。
- フォックス・タワー：高さ113メートル（370フィート）。2000年完成。

ポートランドの地域内ではないが、オレゴン・コンベンション・センターは太平洋岸北西部最大のコンベンション・センターとして有名。

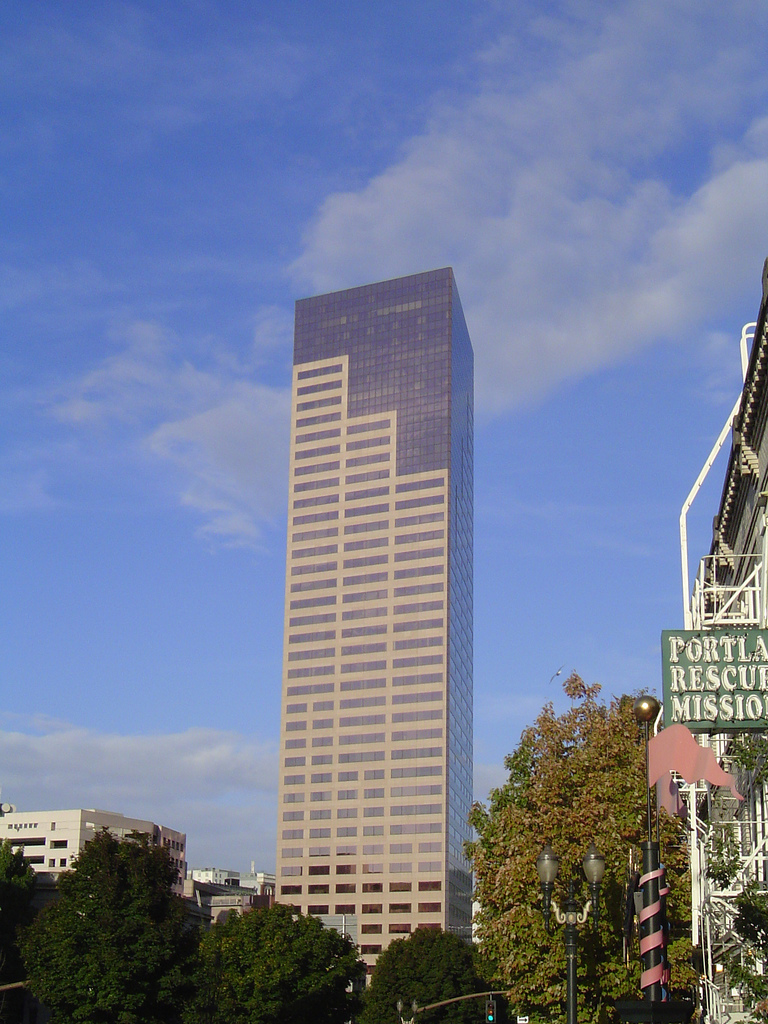
USバンコープ・タワー

## 隣接地区
- オールド・タウン・チャイナタウン：北東に位置。ウィラメット川近くのウェストバーンサイド通りの南部まで。
- パール・ディストリクト：北方に位置。チャイナタウンに隣接。
- グースホロー：住宅地。ポートランド州立大学の西部。国道26号線の北部。
- サウスウェストヒルズ：住宅地。ポートランド州立大学の西部。国道26号線の南部。
- マーカムヒル（通称「ピルヒル」）：南方に位置。オレゴン健康科学大学と退役軍人病院が所在。
- リバープレイス：ダウンタウンの南東端に位置。
- サウスウォーターフロント：ダウンタウンの南方、州間高速道路5号線の東方に位置。